# Воля-Смоляна
Воля-Смоляна (пол. Wola Smolana) — село в Польщі, у гміні Сероцьк Леґьоновського повіту Мазовецького воєводства.
Населення — 169 осіб (2011).
У 1975-1998 роках село належало до Варшавського воєводства.

## Демографія
Демографічна структура станом на 31 березня 2011 року:
|          | Загалом | Допрацездатний вік | Працездатний вік | Постпрацездатний вік |
| -------- | ------- | ------------------ | ---------------- | -------------------- |
| Чоловіки | 83      | 35                 | 41               | 7                    |
| Жінки    | 86      | 22                 | 46               | 18                   |
| Разом    | 169     | 57                 | 87               | 25                   |